# Jeannin Automobile Manufacturing Company
Jeannin Automobile Manufacturing Company war ein US-amerikanischer Hersteller von Automobilen.

## Unternehmensgeschichte
H. W. Jeannin gründete 1908 das Unternehmen in St. Louis in Missouri. Er begann mit der Produktion von Automobilen. Der Markenname lautete Jeannin. Im gleichen Jahr endete die Produktion.

## Fahrzeuge
Jeannin stellte Highwheeler her. Ungewöhnlich für diese Fahrzeugart war der Kardanantrieb. Ein luftgekühlter Zweizylindermotor trieb die Fahrzeuge an. Er war mit 10/12 PS angegeben. Das Fahrgestell hatte 213 cm Radstand. Zur Wahl standen Runabout und Doctor’s Car, das laut einer Quelle vermutlich ein geschlossenes Coupé war. Daneben gab es einen leichten offenen und einen geschlossenen Lieferwagen.